# 12-es busz (Nyíregyháza)
A nyíregyházi 12-es jelzésű autóbusz Sóstói úti Kórház és Vasúti aluljáró végállomások között közlekedik.

## A 12-es autóbuszvonal
A 12-es busz Nyíregyháza egyik legforgalmasabb autóbuszjárata, hiszen hosszú, kanyargós, városnéző útvonallal rendelkezik. Hasonlóképpen közlekedett korábban a 20-as busz is, de ez jóval rövidebb útvonalon, a belváros elkerülésével járt.

### Közlekedés
A vonalon MAN Lion’s City, Solaris Urbino 12 és Solaris Urbino 15 típusú járművek közlekednek.
 
Az autóbusz munkanapokon 12-20, hétvégén pedig 15-30 percenként közlekedik.

## Útvonala
| Vasúti aluljáró felé |
| --- |
| Sóstói úti Kórház vá. – Sóstói út – Csaló köz – Korányi Frigyes utca – Ferenc körút – Erdő sor – Északi körút – Széna tér – Rákóczi utca – Búza tér – Rákóczi utca – Mártírok tere – Egyház utca – Bethlen Gábor utca – Vasgyár utca – Petőfi utca – Állomás tér – Arany János utca – Szarvas utca – Móricz Zsigmond utca – Vasúti aluljáró vá. |

| Sóstói úti Kórház felé |
| --- |
| Vasúti aluljáró vá. – Móricz Zsigmond utca – Szarvas utca – Arany János utca – Állomás tér – Petőfi utca – Vasgyár utca – Bethlen Gábor utca – Egyház utca – Mártírok tere – Rákóczi utca – Búza tér – Rákóczi utca – Széna tér – Északi körút – Erdő sor – Ferenc körút – Korányi Frigyes utca – Csaló köz – Sóstói út – Sóstói úti Kórház vá. |

## Megállóhelyei
| 12 (Sóstói úti Kórház – Jósaváros – Északi körút – Búza tér – Vasútállomás – Vasúti aluljáró) |                        |      |                                                                                      |
| Perc                                                                                          | Megálló neve           | Perc | Átszállási lehetőségek                                                               |
| 0                                                                                             | Sóstói úti Kórház      | 30   | 5, 8, 8A, 13, 15, 19                                                                 |
| 2                                                                                             | Schmidt Mihály utca    | 28   | 5, 15                                                                                |
| 3                                                                                             | Csaló köz              | 27   | 5, 15                                                                                |
| 5                                                                                             | Jósaváros              | 26   | 5, 5A, 7, 14, 14F, 15                                                                |
| 6                                                                                             | Jósavárosi templom     | –    | 5, 5A, 7, 14, 14F, 15, 18, 18A                                                       |
| 7                                                                                             | Jósavárosi piac        | 25   | 5, 5A, 7, 14, 14F, 15, 18, 18A                                                       |
| 8                                                                                             | Szabolcs Volán Zrt.    | 24   | 5, 5A, 7, 14, 14F, 15, 18, 18A                                                       |
| 9                                                                                             | Pazonyi téri ABC       | –    | 5, 5A, 7, 14, 14F, 15, 18, 18A                                                       |
| 10                                                                                            | Ferenc körút           | 23   |                                                                                      |
| 13                                                                                            | Északi körút 4.        | 21   | 19                                                                                   |
| 15                                                                                            | Északi körút 25.       | 19   | 19                                                                                   |
| –                                                                                             | Széna tér              | 17   | 19                                                                                   |
| 16                                                                                            | Rákóczi utca 50.       | –    | 2, 2Y, 4, 4Y, 14, 14F, 17, 17T, 23, 23G, 40, H32, H40                                |
| 17                                                                                            | Búza tér               | 16   | 1, 1A, 2, 2Y, 4, 4Y, 14, 14F, 17, 17T, 23, 23G, 40, H32, H40                         |
| 19                                                                                            | Kelet Áruház           | –    | 1, 1A, 2, 2Y, 4, 4Y, 8, 8A, 10, 11, 13, 14, 14F, 17, 17T, 23, 23G, 40, H32, H33, H40 |
| –                                                                                             | Egyház utca            | 15   | 1, 1A, 8, 8A, 10, 11, 40, H33, H40                                                   |
| 21                                                                                            | Új utca                | 13   | 1, 1A                                                                                |
| –                                                                                             | Bethlen Gábor utca 58. | 10   | 1, 1A, 14, 14F, H32                                                                  |
| 23                                                                                            | Konzervgyár            | –    | 1, 1A, 14, 14F, H32                                                                  |
| 24                                                                                            | Autóbusz-állomás       | 9    | 1, 1A, 2, 2Y, 3, 4, 4Y, 6, 14, 14F, 16, 24, 40, H31, H31X, H31Y, H32, H33, H35, H40  |
| 25                                                                                            | Vasútállomás           | 8    | 1, 1A, 6, 7, 8, 8A, 10, 14, 14F, 16, 18, 18A, H31X, H31Y                             |
| 26                                                                                            | Arany János utca 30.   | 6    | 16                                                                                   |
| 27                                                                                            | Kígyó utca             | 5    | 16                                                                                   |
| 28                                                                                            | Szarvas utca 76.       | 3    | 3, 15, 16, 24, H31, H31X, H31Y, H35                                                  |
| 29                                                                                            | Almatároló             | 2    |                                                                                      |
| 30                                                                                            | Vasúti aluljáró        | 0    |                                                                                      |

## Külső hivatkozások
- A 12-es busz menetrendje
- A járat megjelenítése a térképen
- Nyíregyháza hivatalos honlapja